# فدراسیون بسکتبال پرتغال
فدراسیون بسکتبال پرتغال (پرتغالی: Federação Portuguesa de Basquetebol) نهاد اداره کننده ورزش بسکتبال در کشور پرتغال است. این فدراسیون که در سال ۱۹۲۷ تأسیس شده مقر آن در شهر لیسبون قرار دارد.